# Philodamia
Philodamia là một chi nhện trong họ Thomisidae.